# Bloody Sunday (film)
Bloody Sunday è un film del 2002 diretto da Paul Greengrass.
Il soggetto è tratto dal libro Eyewitness Bloody Sunday di Don Mullan, sulla cosiddetta domenica di sangue, avvenuta nel 1972 a Derry, nell'Irlanda del Nord.

## Trama
Derry, Irlanda del Nord, 30 gennaio 1972, Ivan Cooper, politico protestante e membro del Parlamento per il Partito Socialdemocratico e Laburista, promuove, insieme ad altri membri dell'Associazione dei diritti civili dell'Irlanda del Nord, di cui anch'egli fa parte, una marcia di protesta che dovrebbe concludersi con un suo comizio sul tema dell'indipendenza. L'intento della manifestazione è assolutamente pacifico, ed egli chiede personalmente ai membri dell'IRA di non parteciparvi, ricevendone l'assicurazione che essi si limiteranno ad osservarla a distanza.
La manifestazione, nonostante qualche isolato incidente, sembra seguire il programma previsto ma, poco dopo l'inizio del comizio, un reparto di paracadutisti britannici apre il fuoco sui dimostranti, uccidendone tredici e ferendone altri quattordici, uno dei quali morirà quattro mesi e mezzo più tardi a causa delle ferite. La conseguenza della domenica di sangue, come riporterà lo stesso Cooper in una accorata conferenza stampa, sarà una massiccia adesione dei giovani all'IRA ed una recrudescenza dello scontro tra esercito britannico ed indipendentisti irlandesi.

## Colonna sonora
La colonna sonora contiene solo un brano musicale: una versione di Sunday Bloody Sunday da un concerto degli U2, nei titoli di coda.

## Distribuzione
Anche se è stato prodotto dalla Granada Television come film TV, il suo potenziale cinematografico è stato notato e premiato al Sundance Film Festival il 16 gennaio, pochi giorni prima della sua proiezione su ITV, il 20 gennaio, mentre in Italia è stato distribuito il 3 maggio.

## Riconoscimenti
- 2002 - Festival di Berlino
  - Orso d'oro
  - Premio della giuria ecumenica
- 2002 - European Film Award
  - Nomination Miglior film (Regno Unito/Irlanda)
  - Nomination Premio del pubblico al miglior regista a Paul Greengrass
  - Nomination Miglior sceneggiatura a Paul Greengrass
  - Nomination Miglior fotografia a Ivan Strasburg
- 2002 - British Independent Film Award
  - Miglior regista a Paul Greengrass
  - Miglior attore a James Nesbitt
  - Nomination Miglior film
  - Nomination Miglior sceneggiatura a Paul Greengrass
  - Nomination Miglior contributo tecnico a Ivan Strasburg
- 2002 - Sundance Film Festival
  - Premio del pubblico
- 2003 - Independent Spirit Award
  - Nomination Miglior film straniero (Regno Unito/Irlanda)
- 2002 - National Board of Review Award
  - Premio per la libertà d'espressione
- 2003 - Satellite Award
  - Nomination Miglior film straniero (Regno Unito/Irlanda)